# Francesco Solano
Francesco Solano, in spagnolo Francisco (Montilla, 10 marzo 1549 – Lima, 14 luglio 1610), è stato un religioso dell'Ordine dei Frati minori osservanti, missionario presso gl'indios del Cile, di Panama e del Perù; è stato proclamato santo da papa Benedetto XIII il 27 dicembre 1726.

## Biografia
Nacque a Montilla, appartenente alla diocesi di Cordova in Spagna. I suoi genitori, Matteo Sánchez Solano e Anna Jiménez erano di nobili origini.
All'età di vent'anni Francesco entrò a far parte dell'ordine francescano a Montilla e dopo la sua ordinazione, passati parecchi anni, fu inviato dai suoi superiori al convento di Arifazza come guida dei seminaristi.
Nel 1589 lasciò la Spagna alla volta del Nuovo Mondo e, approdato a Panama, attraversò l'istmo e si imbarcò sul battello che doveva condurlo in Perù.
La sua faticosa missione nel Sudamerica durò più di vent'anni nei quali si distinse nell'evangelizzazione delle regioni del Tucumán e del Paraguay; il suo successo gli valse l'appellativo di Taumaturgo del Nuovo Mondo.
Apprese i molti e complessi idiomi parlati dagli Indios in breve tempo; la leggenda racconta che spesso parlasse a tribù di lingua diversa utilizzando un unico linguaggio che veniva compreso da tutti.
Oltre ad occuparsi attivamente dell'opera di evangelizzazione, ricoprì la carica di rettore dei conventi del suo ordine in Tucumán e Paraguay e fu eletto successivamente Superiore del monastero francescano di Lima in Perù.
Nel 1610 mentre pregava a Truxillo dichiarò che una calamità avrebbe colpito quella città. Otto anni dopo fu distrutta da un terremoto e la maggior parte della popolazione morì a causa dei crolli. La sua morte fu causa di un generale sconforto tra i cattolici peruviani.
Nel sermone funebre della sua sepoltura, padre Sebastiani, S.J., disse che

## Culto
Fu beatificato da Clemente X il 30 giugno 1675 e canonizzato da Benedetto XIII il 27 dicembre 1726. È patrono del Cile, di Panamá, di Lima e delle missioni francescane.
Il suo elogio si legge nel Martirologio Romano al 14 luglio; la sua memoria viene celebrato da tutto l'ordine francescano il 24 luglio.